# Calcitornella
Calcitornella es un género de foraminífero bentónico de la subfamilia Calcivertellinae, de la familia Cornuspiridae, de la superfamilia Cornuspiroidea, del suborden Miliolina y del orden Miliolida. Su especie tipo es Calcitornella elongata. Su rango cronoestratigráfico abarca desde el Stephaniense hasta el Virgiliense (Carbonífero superior).

## Discusión
Clasificaciones más recientes incluyen Calcitornella en la familia Calcivertellidae de la superfamilia Nubecularioidea.

## Clasificación
Calcitornella incluye a las siguientes especies:
- Calcitornella collisformis †
- Calcitornella dickinsi †
- Calcitornella discoidea †
- Calcitornella elongata †
- Calcitornella gebzeensis †
- Calcitornella grandizigzaga †
- Calcitornella heathi †
- Calcitornella inflata †
- Calcitornella perplexa †
- Calcitornella rotunda †
- Calcitornella woodi †

Otra especie considerada en Calcitornella es:
- Calcitornella triangularis †, de posición genérica incierta